# Bajna
Bajna (hongrois : Bajna [ˈbɒjnɒ]) est une localité hongroise située dans le comitat de Komárom-Esztergom.

## Nom et attributs

### Héraldique
Il est à noter que le blason actuel du village de Bajna est celui de la famille Sándor.

## Site et localisation

### Topographie et hydrographie
La localité de Bajna se situe dans la partie orientale du massif du Gerecse, au cœur du pays de collines Zsámbék–Bajna, à environ 45 kilomètres à l'ouest de Budapest. Elle occupe une position centrale entre les villes d'Esztergom et de Tatabánya.

### Géologie et géomorphologie
La commune est située sur les premiers contreforts de la chaîne du Gerecse, dans un paysage vallonné dominé par le mont Őr-hegy. Le sous-sol calcaire de la région a favorisé la formation de cavités naturelles, dont la plus connue est la grotte Öreg-lyuk (Bajnai Öreg-lyuk), située à environ 1,3 km à l'est du centre du village.
Longue de 70,5 mètres, cette ancienne grotte thermokarstique creusée dans le calcaire dachsteinien du Trias supérieur s'ouvre à environ 220 m d'altitude. Elle présente une structure complexe de galeries, de coupoles d'érosion et de niches secondaires, témoignant d'un processus de formation hydrothermale. Des fouilles archéologiques menées au XXe siècle ont mis au jour des vestiges allant de la préhistoire à l'époque romaine, et la cavité sert aujourd'hui de refuge hivernal pour plusieurs espèces de chauves-souris protégées, ce qui lui a valu d'être classée parmi les grottes d'intérêt prioritaire en Hongrie.

## Histoire
Le village est mentionné pour la première fois en 1293 mais différentes fouilles ont montré l'existence d'un village dès l'âge du fer. Des traces de la fin de l'ère celtique et des poteries romaines ont également été trouvées.
Une église de style gothique, toujours debout, est érigée en 1484 par la famille Both. Les archéologues mentionnent les ruines d'un ancien monastère.
Le village est en 1300 la propriété de la famille Zovárd, puis plus tard celle de la famille Bessenyei. L'histoire du village est fortement liée à celle de la famille Both, famille chevaleresque qui deviendra Both de Bajna vers 1425. István Both de Bajna fait construire l'église de Bajna en 1484 sur les ruines d'une église de l'ère des Árpád, ainsi que plusieurs manoirs (udvarház). S'éteint vers la fin du XVIe siècle la branche masculine de la famille bajnai Both, ce qui engendre un grand et long flou juridique quant à la succession, à laquelle de nombreuses personnes prétendent. En 1622, János Balogh de la famille Balogh de Galántha et Nebojszai habite le château. En dehors de lui, les familles Sándor de Szlavnicza, Géczy, Kincsy, Somody, Páhy, Gugy, Farkas, Gyöngyösi Nagy, et Hagymássy réclament des parts plus ou moins grandes de la seigneurie. Après être passé entre plusieurs mains et créanciers, le village de Bajna revient finalement à Mihály Ier Sándor, (son aïeul László Sándor était l'époux de Balogh Erzsébetet, fille de Dorottya Both de Bajna) dont le beau-père - Mihály Kerekes de Szentgyörgyi - était en possession en 1676. En 1688, le capitaine John Bottyán, futur général Kuruc, donne 2500 forints à la veuve de Mihály Ier Sándor pour une possession de quinze ans. En 1701, le fils de Mihály Ier, le baron et alispán Melchior Sándor est seigneur de Bajna. Le baron Melchior décède en 1723: Mihály II hérite de Bajna et devient la même année conseiller royal et Chevalier de l'Ordre de la Toison d'or. Il s'enrichit considérablement et, à la suite de son père, achète de nombreuses terres aux alentours aux descendants des héritiers des Both de Bajna. 1765, le domaine de Bajna concentre un grand nombre de terres et de biens. Il fait construire en 1742 l'actuel palais de Bajna, ou Palais Sándor-Metternich, sur les bases du château du XVe siècle construit par la famille Both de Bajna. Le comte Antal Sándor de Szlavnicza décède en 1801. Son fils unique, Vince, crée un vaste haras en 1804. La princesse Paulina Metternich-Sándor, née comtesse Sándor, est la dernière de la famille Sándor. Le domaine de Bajna passe à la famille de son époux Metternich qui reprend le nom pour s'appeler Metternich-Sándor von Winneburg.

## Population

### Minorités culturelles et religieuses
Lors du recensement de 2011, la population de Bajna se composait à 92,2 % de personnes se déclarant hongroises, 1,9 % comme roms, 0,9 % comme allemandes et 0,2 % comme slovaques. Environ 7,8 % des habitants n'ont pas répondu à la question sur l'origine ethnique, et les réponses multiples peuvent expliquer un total supérieur à 100 %. Du point de vue religieux, 66,2 % des habitants se déclaraient catholiques romains, 10,2 % réformés, 0,3 % luthériens et 0,1 % catholiques de rite grec. Environ 8,1 % se disaient sans appartenance religieuse, tandis que 14,9 % n'ont pas répondu.
En 2022, la part de la population se déclarant hongroise s'élevait à 92,5 %, contre 1,4 % de roms, 1 % d'allemands, 0,3 % d'ukrainiens, 0,2 % de ruthènes, 0,2 % de slovaques et 0,1 % de bulgares. Environ 1,9 % relevaient d'autres origines, et 7,4 % n'ont pas déclaré d'appartenance ethnique. Côté confessionnel, 50,4 % se déclaraient catholiques romains, 8,1 % réformés, 0,3 % luthériens, 0,2 % catholiques de rite grec, 0,1 % orthodoxes, 0,5 % autres chrétiens et 0,8 % autres catholiques ; 9,3 % des habitants se déclaraient sans religion et 30,4 % ne se sont pas prononcés.

## Patrimoine local

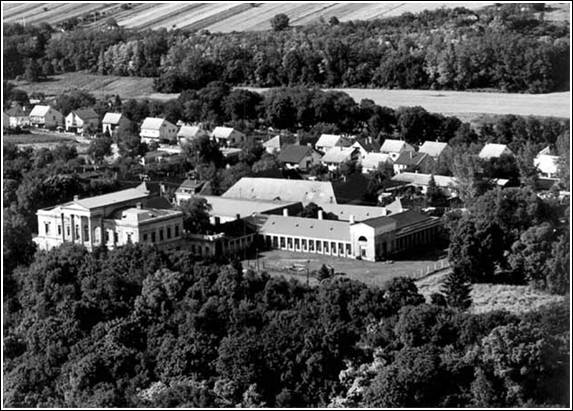
Palais Sándor-Metternich

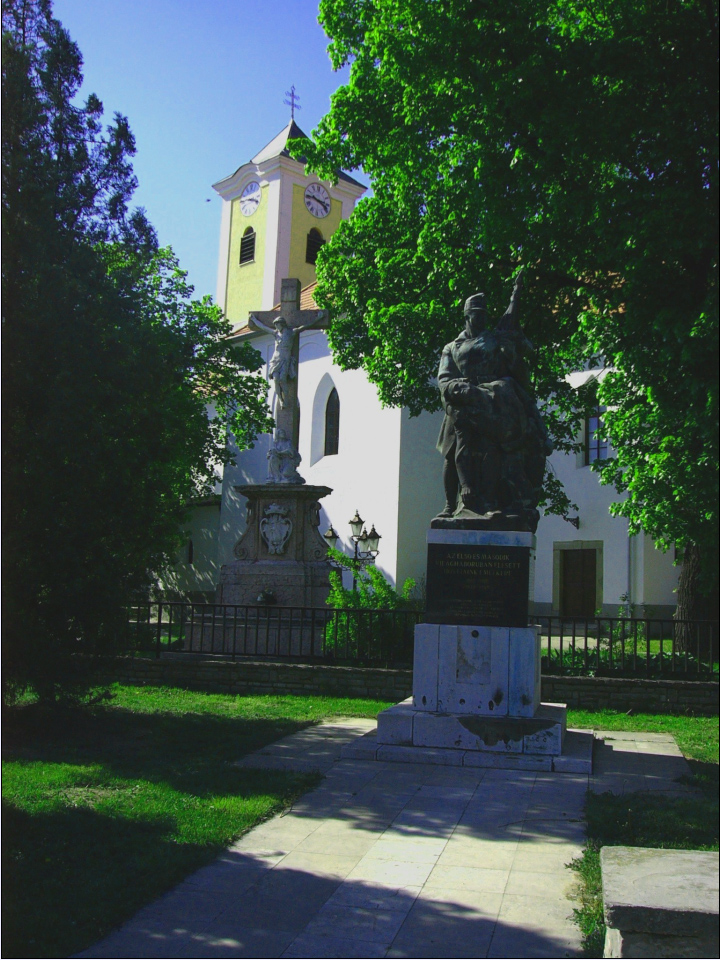
L'église paroissiale médiévale de Bajna construite par la famille Both (1484), Calvaire de marbre rouge érigé par Sándor Antal en 1778

Le principal monument de Bajna est le château Sándor–Metternich, vaste résidence de style classiciste construite dans la première moitié du XIXe siècle à l'initiative du comte Sándor Móric, célèbre pour ses prouesses équestres qui lui valurent le surnom d'« Ördöglovas » (« cavalier du diable »). L'édifice de 59 pièces, conçu par l'architecte József Hild et orné par le décorateur milanais Alessandro Sanquirico, est entouré d'un parc paysager à l'anglaise avec orangerie, bâtiments de service et un mur d'enceinte ponctué de deux pavillons d'entrée. Dégradé au cours du XXe siècle, le domaine a fait l'objet d'une restauration complète entre 2018 et 2021 dans le cadre du Programme national des châteaux et des forteresses, et abrite désormais un parcours muséographique consacré à la famille Sándor et à l'histoire du lieu.
Le centre de la localité abrite l'église catholique romaine Saint-Adalbert, construite dans un style baroque tardif. On y trouve également une croix baroque en pierre datée de 1778, classée monument historique. Un calvaire a été aménagé à Csimapuszta, un hameau situé à proximité.